# Kemenessömjén
Kemenessömjén là một thị trấn thuộc hạt Vas, Hungary. Thị trấn này có diện tích 16,05 km², dân số năm 2010 là 599 người, mật độ 37 người/km².